# Teisnach
Teisnach é um município da Alemanha, no distrito de Regen, na região administrativa de Niederbayern , estado de Baviera.